# 7157 Lofgren
A 7157 Lofgren (ideiglenes jelöléssel 1981 EC8) a Naprendszer kisbolygóövében található aszteroida. Schelte J. Bus fedezte fel 1981. március 1-én.